# 淺黑前唇隆頭魚
淺黑前唇隆頭魚，為輻鰭魚綱鱸形目隆頭魚亞目隆頭魚科的其中一種，分布於西印度洋馬爾地夫海域，體長可達9.4公分，棲息在礁石區，生活習性不明，可作為觀賞魚。